# Lokuta, Järvamaa
Lokuta är en ort i Estland. Den ligger i Türi kommun och landskapet Järvamaa, i den centrala delen av landet, 80 km sydost om huvudstaden Tallinn. Lokuta ligger 57 meter över havet och antalet invånare är 185.
Terrängen runt Lokuta är mycket platt, och sluttar söderut. Runt Lokuta är det glesbefolkat, med 10 invånare per kvadratkilometer. Närmaste större samhälle är Türi, 3,4 km öster om Lokuta. Omgivningarna runt Lokuta är en mosaik av jordbruksmark och naturlig växtlighet.